# Odaipatti
Odaipatti è una suddivisione dell'India, classificata come town panchayat, di 13.116 abitanti, situata nel distretto di Theni, nello stato federato del Tamil Nadu. In base al numero di abitanti la città rientra nella classe IV (da 10.000 a 19.999 persone).

## Geografia fisica
La città è situata a 09° 59' 48 N e 77° 17' 28 E.

## Società

### Evoluzione demografica
Al censimento del 2001 la popolazione di Odaipatti assommava a 13.116 persone, delle quali 6.546 maschi e 6.570 femmine. I bambini di età inferiore o uguale ai sei anni assommavano a 1.385, dei quali 759 maschi e 626 femmine. Infine, coloro che erano in grado di saper almeno leggere e scrivere erano 8.377, dei quali 4.953 maschi e 3.424 femmine.